# 5199 Дортмунд
5199 Дортмунд  (5199 Dortmund) — астероїд головного поясу, відкритий 7 вересня 1981 року.
Тіссеранів параметр щодо Юпітера — 3,350.